# Saltinho (Santa Catarina)
Saltinho es un municipio brasileño del estado de Santa Catarina. Tiene una población estimada al 2022 de 3 632 habitantes. Pertenece a la Región metropolitana del Extremo Oeste.

## Historia
Fue colonizada por inmigrantes de origen alemán e italiano de Río Grande del Sur en la década de 1940. Conocida como São Sebastião, adoptó el nombre de Saltinho tras su emancipación de Campo Erê el 19 de julio de 1995.